# Perfluoruhlovodíky

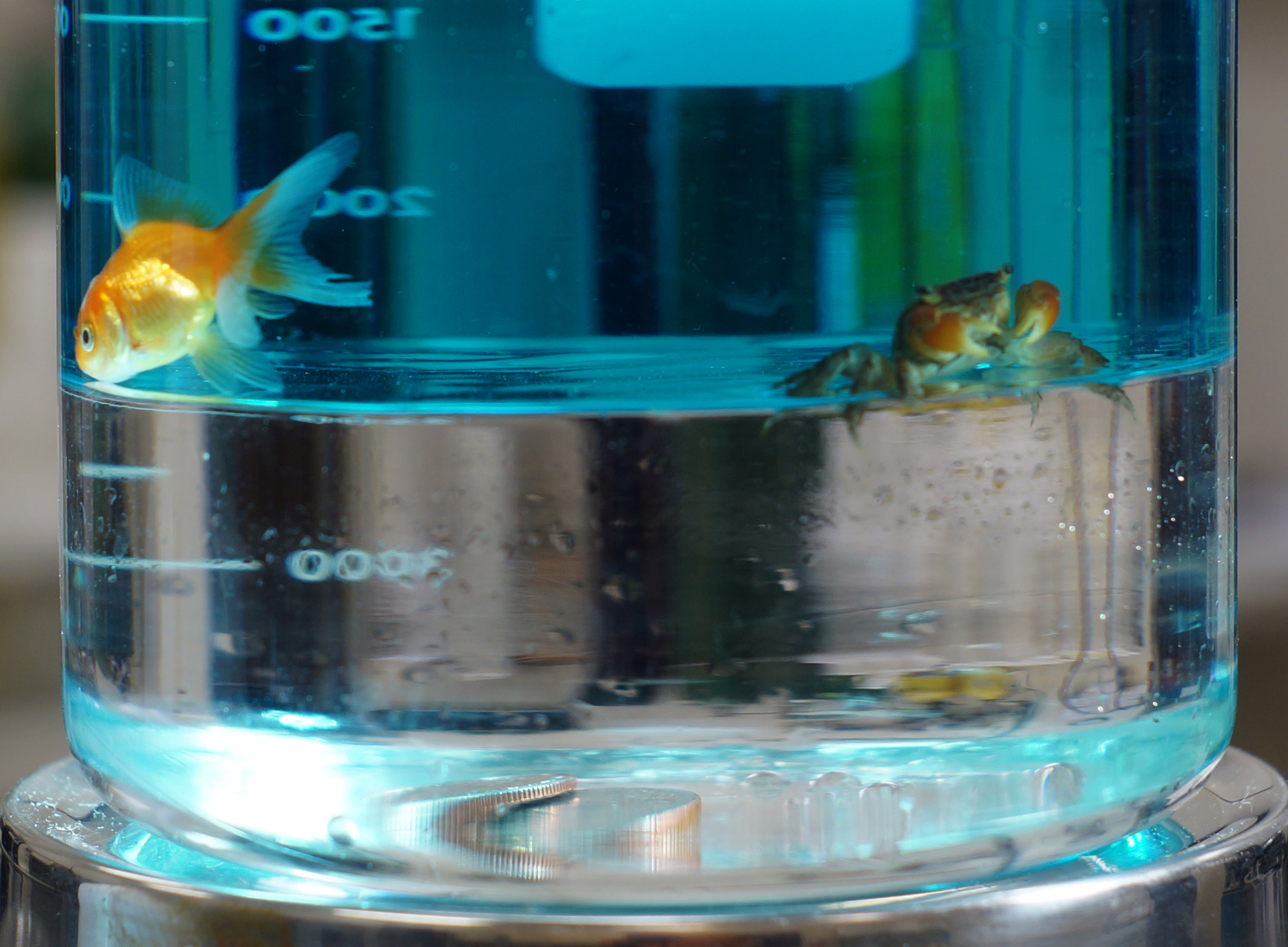
Nemísitelné vrstvy barevné vody (nahoře) a mnohem hustšího perfluorheptanu (dole) v kádince; zlatá rybka a krab nemohou proniknout rozhraním; mince zůstávají dole.

Perfluoruhlovodíky či perfluorované uhlovodíky, zkratkou PFC (z anglického pojmu perfluorocarbons), jsou organofluorové sloučeniny sumárního vzorce Cx Fy, tj. obsahují pouze uhlík a fluor. Terminologie se přesně nedodržuje a mnoho dalších organických sloučenin obsahujících fluor se nazývá perfluorované uhlovodíky. Sloučeniny s předponou perfluor- jsou uhlovodíky, včetně těch s heteroatomy, kde všechny C-H vazby byly nahrazeny vazbami C-F. Perfluorované uhlovodíky zahrnují perfluoralkany, fluoralkeny, fluoralkyny a perfluoraromatické sloučeniny. Fluorované uhlovodíky a jejich deriváty (perfluorované sloučeniny) se používají jako fluoropolymery, chladiva, rozpouštědla, nepromokavé membrány pro oblečení či anestetika. Známým příkladem těchto sloučenin je např. teflon.